# Olle Elfstrand
Hans Olof "Olle" Elfstrand, född den 27 februari 1941, är en svensk travtränare och travkusk. Under sin karriär har han lyckats med bedriften att vinna över 2000 lopp som kusk. Olle Elfstrand är far till travtränaren Mimmi Elfstrand.

## Karriär

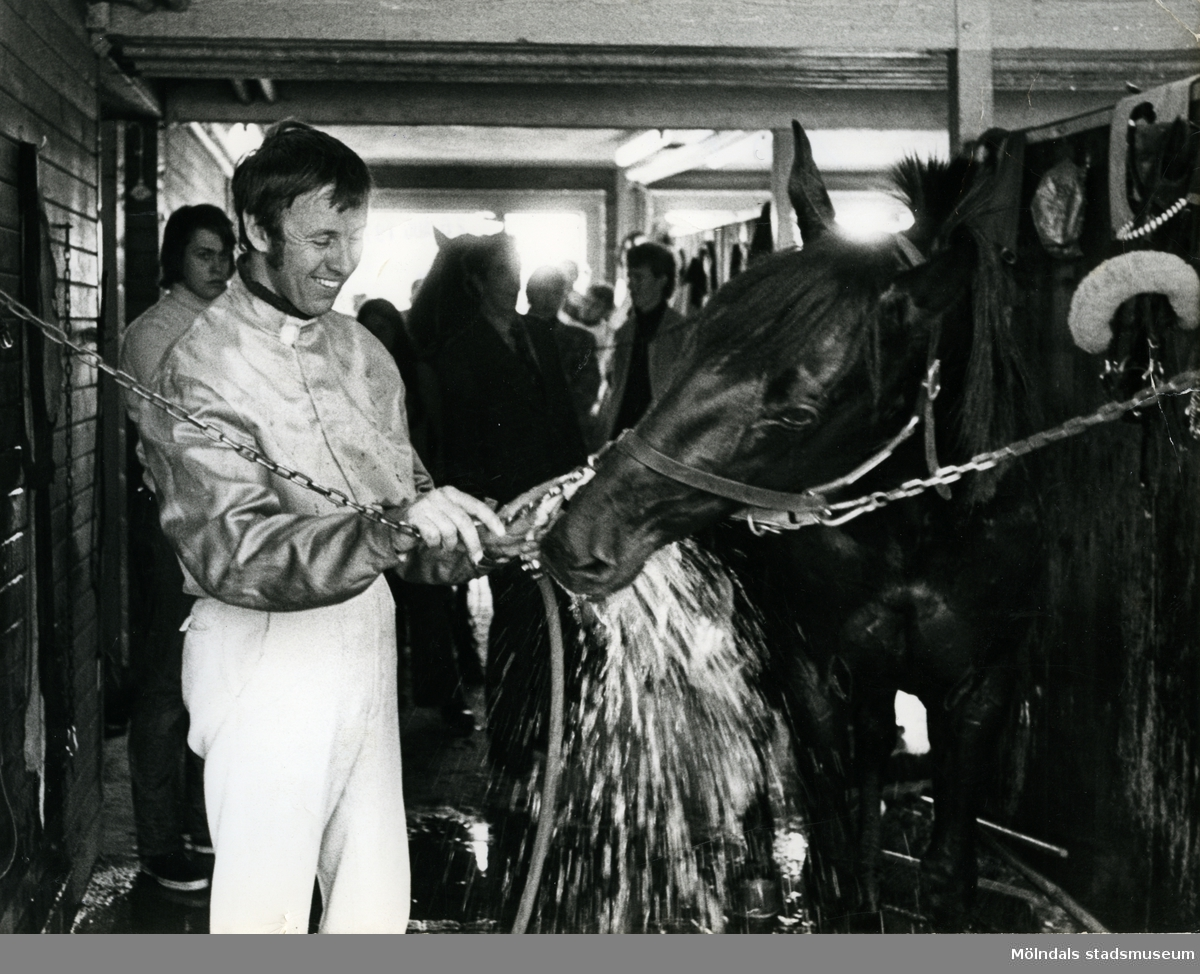
Olle Elfstrand och Lyon efter vinst 1972.

Olle Elfstrand är mest förknippad med travhästen Lyon, som han tränade i större delen av dennes tävlingskarriär. Lyon valdes fram till Årets häst tre gånger (1969, 1970, 1972), och blev även den förste svenskfödde travare som uppnådde en miljon i prissumma.
Tillsammans med Lyon vann han bland annat Svenskt mästerskap (1969, 1970), Åby Stora Pris (1970, 1972) och E.J:s Guldsko (1972). Ekipaget kom även på andra plats i finalen av Elitloppet 1972, och deltog i 1973 års upplaga av Prix d'Amérique. Båda loppen vanns av svensktränade Dart Hanover.
Elfstrand är fortfarande verksam som travtränare och travkusk. På senare år har han även deltagit i loppet Ahlsell Legends på Solvalla.

## Större segrar i urval
| År   | Lopp               | Häst        | Kusk           | Tränare        | Grupp   |
| ---- | ------------------ | ----------- | -------------- | -------------- | ------- |
| 1969 | Svenskt mästerskap | Lyon        | Olle Elfstrand | Olle Elfstrand | Grupp 1 |
| 1970 | Svenskt mästerskap | Lyon        | Olle Elfstrand | Olle Elfstrand | Grupp 1 |
| 1970 | Åby Stora Pris     | Lyon        | Olle Elfstrand | Olle Elfstrand | Grupp 1 |
| 1971 | Stochampionatet    | Benti Ribb  | Olle Elfstrand | Olle Elfstrand | Grupp 1 |
| 1972 | E.J:s Guldsko      | Lyon        | Olle Elfstrand | Olle Elfstrand | -       |
| 1972 | Åby Stora Pris     | Lyon        | Olle Elfstrand | Olle Elfstrand | Grupp 1 |
| 1984 | Svenskt Trav-Oaks  | Santa Pride | Olle Elfstrand | Olle Elfstrand | Grupp 1 |
| 1991 | Guldstoet          | Fay Topline | Olle Elfstrand | Olle Elfstrand | Grupp 2 |
| 1995 | Guldstoet          | Baltic Alva | Olle Elfstrand | Olle Elfstrand | Grupp 2 |